# Schlierbach (België)
Schlierbach is een gehucht in de Lommersweiler, deelgemeente van de stad Sankt Vith in de Belgische provincie Luik. Schlierbach telde eind 2006 115 inwoners.
Schlierbach ligt bijna vier kilometer ten noordoosten van het dorpscentrum van Lommersweiler en meer dan vier kilometer ten zuidoosten van het stadscentrum van Sankt Vith.
Een kilometer ten oosten en zuidoosten liggen de gehuchtjes Rödgen en Alfersteg.

## Geschiedenis
Op de Ferrariskaart uit de jaren 1770 is hier een gehuchtje Schlierbach weergegeven, zo'n halve kilometer ten westen van de Our die daar toen de grens vormde tussen het Hertogdom Luxemburg, waarin Schlierbach lag, en het Keurvorstendom Trier.
Op het eind van het ancien régime, toen tijdens de Franse bezetting eind 18de eeuw de gemeenten werden gecreëerd, werd het gehucht ondergebracht in de gemeente Lommersweiler. Na de Franse bezetting ging het gebied naar Pruisen.
Na de Eerste Wereldoorlog werd de plaats met de Oostkantons bij België aangehecht.
Bij de gemeentelijke fusies van 1977 kwam Schlierbach met Lommersweiler bij de gemeente Sankt Vith.
Deelgemeenten: Crombach · Lommersweiler · Recht · Sankt Vith · Schönberg

Overige kernen: Alfersteg · Amelscheid · Andler · Atzerath · Breitfeld · Eiterbach · Emmels (Nieder-Emmels · Ober-Emmels) · Galhausen · Heuem · Hinderhausen · Hünningen · Mackenbach · Neidingen · Neubrück · Neundorf ·  Rödgen · Rodt · Schlierbach · Setz · Steinebrück · Wallerode · Weppeler · Wiesenbach

Belgische gemeenten · Duitstalige Gemeenschap · Arrondissement Verviers · Luik · Wallonië